# Erasmus Herman van Dulmen Krumpelman
Erasmus Herman van Dulmen Krumpelman ook Erasmus Herman von Dülmen Krumpelman(n) (Vries, 13 december 1925 - Rolde, 21 januari 2000) was een Nederlands schilder en beeldhouwer.

## Leven en werk
Van Dulmen was een zoon van kunstschilder Erasmus Bernhard van Dulmen Krumpelman. Hij volgde een opleiding aan Academie Minerva in Groningen (1946-1950). Hij was samen met zijn vader mede-oprichter van Het Drents Schildersgenootschap. 
Van Dulmen schilderde landschappen, stadsgezichten, figuurstukken en portretten. Hij schilderde onder meer de portretten van de hoogleraren zaäk Molenaar, Pieter Jan Bouman en Cornelis Dirk Saal voor de senaatskamer in het Academiegebouw van de Groninger Universiteit. Hij was ook actief als beeldhouwer en maakte diverse beelden.
Van Dulmen was getrouwd met de tekenares en emailleur Marieke Eisma. Zij zijn de ouders van de keramiste Lydeke von Dülmen Krumpelmann.

## Werken in de openbare ruimte (selectie)
- 1971 Beren, Esakkers/Veldweg, Annen
- 1972 De landbouwer, Derde Kruisdiep, Nieuw-Weerdinge
- 1972 De boerhoornblazer, Gieterstraat, Rolde
- 1990 De turfschipper, Smilde

### Afbeeldingen

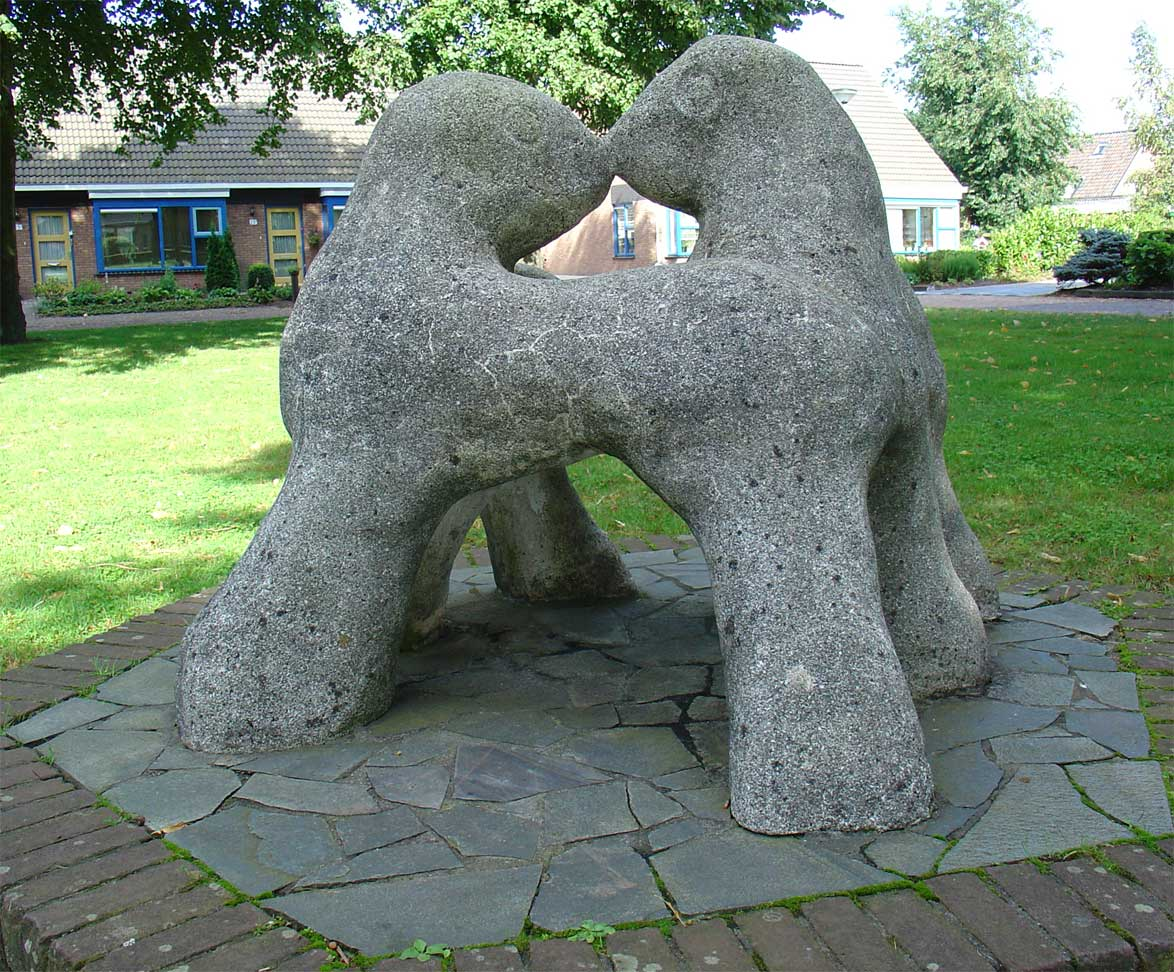
Beren (1971) in Annen
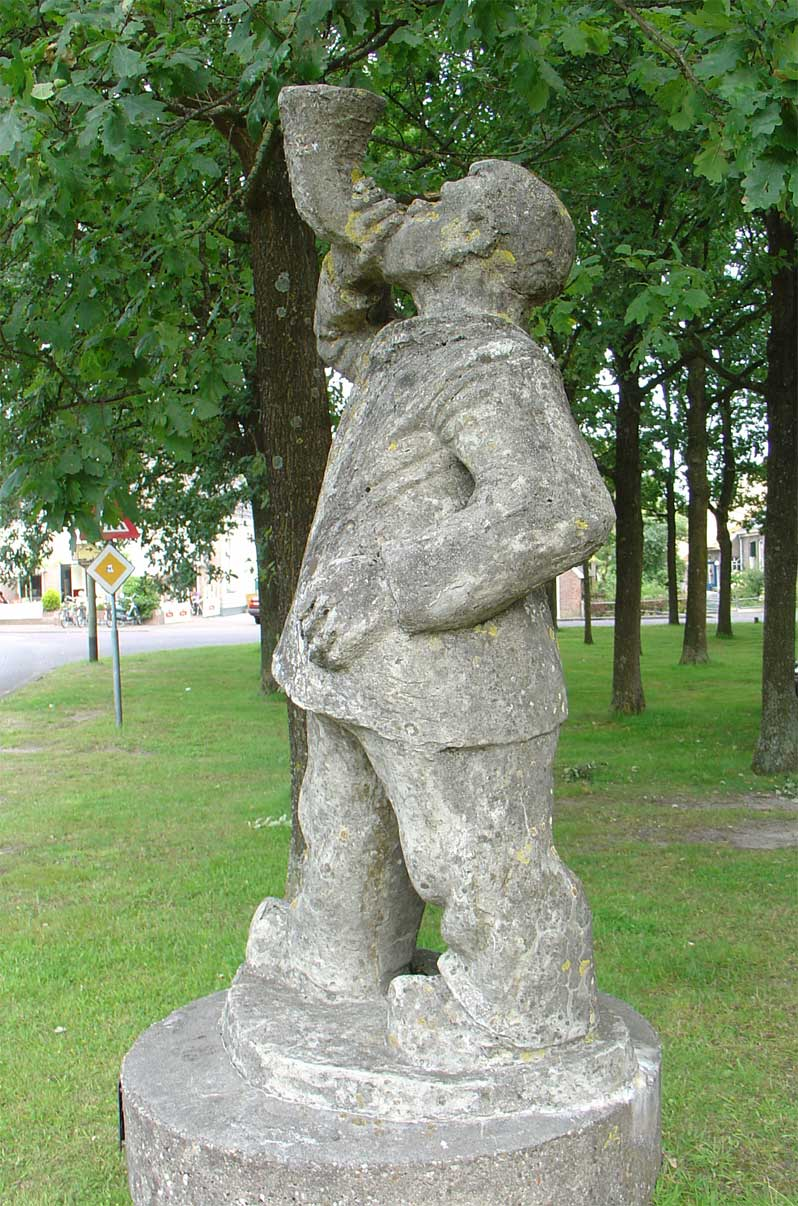
De boerhoornblazer (1972), Rolde
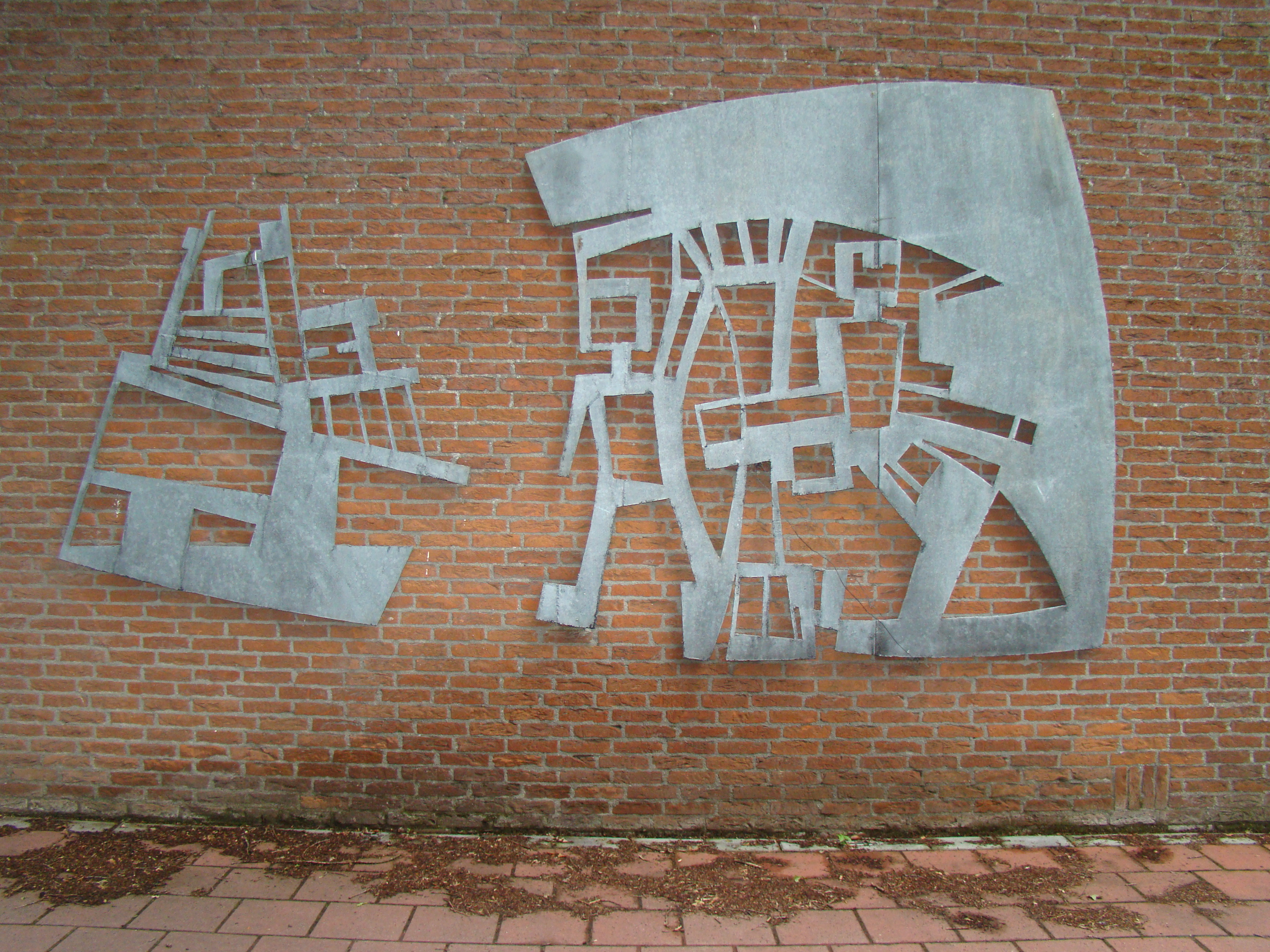
Wandsculptuur in Odoorn